# Jardin Michelet
Le jardin Michelet est un espace vert du 13e arrondissement de Paris en France.

## Situation et accès
Le site est accessible par le 233 ter, rue de Tolbiac, par la rue Boussingault et par la rue Wurtz.
Il est desservi par la ligne 6 à la station Glacière.

## Historique
Le jardin est créé en 1989.